# James Christy
James Walter "Jim" Christy (* 15. září 1938 v Milwaukee ve Wisconsinu) je americký astronom, který se proslavil objevem Charona, coby prvního plutova měsíce.

## Objev Chárona
22. června 1978 jako zaměstnanec United States Naval Observatory prohlížel starší zvětšené snímky Pluta a nalezl v jeho blízkosti polohu měnící hvězdě podobný objekt, který identifikoval jako plutův měsíc a pojmenoval jej Charon. Mezinárodní astronomická unie jméno schválila v roce 1985. Coby první z dosud (2018) pěti objevených plutových měsíců nese Charon navíc označení Pluto I.